# Cheilotrichia cinerascens
Cheilotrichia cinerascens är en tvåvingeart som först beskrevs av Johann Wilhelm Meigen 1804.  Cheilotrichia cinerascens ingår i släktet Cheilotrichia och familjen småharkrankar. Arten är reproducerande i Sverige. Inga underarter finns listade i Catalogue of Life.